# Tom Weilandt
Tom Weilandt (ur. 27 kwietnia 1992 w Rostocku) – niemiecki piłkarz występujący na pozycji napastnika w niemieckim klubie VfL Bochum. Wychowanek SV Warnemünde, w trakcie swojej kariery grał także w takich zespołach, jak Hansa Rostock, Greuther Fürth oraz Holstein Kiel. Młodzieżowy reprezentant Niemiec. Syn dwukrotnego reprezentanta NRD, Hilmara Weilandta.